# 克罗特斯
克罗特斯（英語：Colotes of Lampsacus，约前320年－前268年以後），伊壁鸠鲁学派哲学家，伊壁鸠鲁的门生，亦为其狂热崇拜者。其作品试图向人们展示如果坚守早期哲学家的学说理论，会使生活变得极其艰难。这些作品包括《斥柏拉图的〈吕锡斯篇〉》和《斥〈理想国〉》。